# Carpelimus solumus
Carpelimus solumus – gatunek chrząszcza z rodziny kusakowatych i podrodziny kozubków.
Gatunek ten opisany został po raz pierwszy w 2020 roku przez Michaiła Gildienkowa na łamach „Russian Entomological Journal”. Jako lokalizację typową wskazano okolice Bantimurung w indonezyjskiej prowincji Celebes Południowy. Epitet gatunkowy oznacza po łacinie „samotny” i odnosi się do braku danych na temat samic gatunku.
Chrząszcz o wydłużonym ciele długości 1,7 mm, lekko błyszczącym, ubarwionym ciemnobrązowo z żółtobrązowymi odnóżami i nasadami czułków, porośniętym jasnymi i krótkimi szczecinkami. Głowa jest szersza niż dłuższa, u nasady szczególnie szeroka, w części szyjnej wyraźnie zwężona, grubo i bardzo gęsto punktowana, o zaokrąglonych skroniach, mniej niż półtorakrotnie dłuższych od nich, lekko wypukłych oczach złożonych, zaopatrzona w dość długie czułki z członami od pierwszego do trzeciego wydłużonymi, czwartym i piątym słabo wydłużonymi, szóstym i siódmym tak długimi jak szerokimi, od ósmego do dziesiątego lekko poprzecznymi, a jedenastym stożkowatym. Przedplecze jest grubo i bardzo gęsto punktowane, a na jego dysku brak jest wcisków. Boki przedplecza są na przedzie zaokrąglone, a u podstawy bardzo słabo wcięte. Okrągławe, słabo zaznaczone wciski zdobią tarczkę. Pokrywy są pokryte dużymi i gęsto rozmieszczonymi punktami. Powierzchnia odwłoka jest delikatnie szagrynowana.
Owad endemiczny dla indonezyjskiej wyspy Celebes, znany tylko z miejsca typowego. Spotykany na rzędnych 700 m n.p.m.